# Getúlio Vargas (futebolista)
Getúlio Vargas Freitas de Oliveira Júnior, mais conhecido como Getúlio Vargas (São Gonçalo, 22 de janeiro de 1983), é um  ex-futebolista e comentarista brasileiro que atuava como goleiro. Seu último clube foi o Boavista-RJ. Atualmente, é apresentador da versão carioca do programa Os Donos da Bola, na Band Rio, tendo antes sido comentarista de futebol e apresentador dos canais Fox Sports e Esporte Interativo, além de ser debatedor da Bradesco Esportes FM.

## Carreira
Revelado nas categorias de base do Flamengo, Getúlio Vargas iniciou sua carreira profissional, em 2004, pelo time rubro-negro. No ano seguinte, renovou seu contrato até setembro de 2009 com o clube carioca. Todavia, sem muitas oportunidades de atuar, acabou sendo emprestado ao Fortaleza, em 2007.
No Fortaleza, transformou-se em ídolo da torcida e conquistou o Campeonato Cearense de 2007. Entretanto, devido a desavenças com o então presidente do tricolor cearense, Marcello Desidério, foi devolvido antes do fim do empréstimo, em agosto do mesmo ano, ao Flamengo, que logo o repassou ao clube belga Westerlo.
Foi contratado pelo Vila Nova-GO no início de 2009. No entanto, enquanto atuava pelo clube goiano, o goleiro foi surpreendido por um fato inusitado: seu ex-colega de clube, o goleiro belga Bart Deelkens, perdeu o dedo em um acidente doméstico, e Getúlio, que havia deixado boas impressões na Bélgica, foi chamado às pressas para substituí-lo no mesmo Westerlo.[carece de fontes?]
Em 2010, assinou com o Duque de Caxias, do Rio de Janeiro, para a disputa do Campeonato Carioca. Após ser um dos destaques da equipe, despertou o interesse do Vitória de Setúbal, de Portugal, sendo contratado em junho do mesmo ano.
Defendeu as cores do Orlando Pirates, da África do Sul. A negociação foi concretizada em setembro de 2011. No fim de 2012, retornou ao Brasil para atuar pelo Bangu no Campeonato Carioca do ano seguinte. Em agosto de 2013 foi contratado pelo ABC.
Na temporada 2014, acertou com o Boavista-RJ. Ajudou a equipe a conquistar a Taça Rio do Campeonato Carioca daquele ano, mas o clube não conseguiu atingir as fases finais do certame. Não renovou seu contrato com a equipe de Saquarema, apesar do interesse desta, após o fim da competição.

## Comentarista esportivo
Antes mesmo de encerrar a carreira de atleta, iniciou sua preparação para atuar no jornalismo esportivo. Foi contratado como comentarista pelo canal televisivo Esporte Interativo em novembro de 2014. Depois, foi pro canal Fox Sports e também atuou com debatedor em programas da extinta rádio esportiva Bradesco Esportes FM. Em 2022, ele estreia como apresentador da versão regional de Os Donos da Bola exibida pela Band Rio.

## Títulos

### Seleção Brasileira

#### BrasilSub-20
- Torneio Internacional Sub-20 de Dubai: 2002

### Clubes

#### Flamengo
- Taça Guanabara: 2004
- Campeonato Carioca: 2004
- Copa do Brasil: 2006

#### Fortaleza
- Campeonato Cearense: 2007

#### Orlando Pirates
- MTN Cup - 2011
- Telcom Cup - 2011[17]
- Campeonato Sul-Africano: 2010-11, 2011-12

#### Bangu
- Liga Rio Copa: 2012

#### Boavista
- Taça Rio: 2014